# Albo d'oro del campionato lettone di calcio
La pagina elenca le squadre vincitrici del massimo livello del campionato lettone di calcio.

## Albo d'oro

### 1921 - 1944
| Stagione | Vincitore                                                      | Secondo posto                                                  | Terzo posto                                                    |
| --- | -------------------------------------------------------------- | -------------------------------------------------------------- | -------------------------------------------------------------- |
| 1921 (1ª) | Non concluso                                                   | Non concluso                                                   | Non concluso                                                   |
| 1922 (2ª) | Ķeizarmežs (1)                                                 | JKS Riga                                                       | LJS Riga                                                       |
| 1923 (3ª) | Ķeizarmežs (2)                                                 | RFK Riga                                                       | LSB Riga                                                       |
| 1924 (4ª) | RFK Riga (1)                                                   | Cesu VB                                                        | Amatieris Riga                                                 |
| 1925 (5ª) | RFK Riga (2)                                                   | Olimpija Liepāja                                               | LSB Riga                                                       |
| 1926 (6ª) | RFK Riga (3)                                                   | Olimpija Liepāja                                               | ASK Daugavpils                                                 |
| 1927 (7ª) | Olimpija Liepāja (1)                                           | RFK Riga                                                       | LSB Riga                                                       |
| 1928 (8ª) | Olimpija Liepāja (2)                                           | RFK Riga                                                       | LSB Riga                                                       |
| 1929 (9ª) | Olimpija Liepāja (3)                                           | RFK Riga                                                       | Amatieris Riga                                                 |
| 1930 (10ª) | RFK Riga (4)                                                   | Olimpija Liepāja                                               | Rīga Vanderer                                                  |
| 1931 (11ª) | RFK Riga (5)                                                   | Olimpija Liepāja                                               | Union Rīga                                                     |
| 1932 (12ª) | ASK Rīga (1)                                                   | Rīga Vanderer                                                  | RFK Riga                                                       |
| 1933 (13ª) | Olimpija Liepāja (4)                                           | RFK Riga                                                       | ASK Rīga                                                       |
| 1934 (14ª) | RFK Riga (6)                                                   | Rīga Vanderer                                                  | ASK Rīga                                                       |
| 1935 (15ª) | RFK Riga (7)                                                   | Olimpija Liepāja                                               | US Riga                                                        |
| 1936 (16ª) | Olimpija Liepāja (5)                                           | ASK Rīga                                                       | RFK Riga                                                       |
| 1937-38 (17ª) | Olimpija Liepāja (6)                                           | RFK Riga                                                       | ASK Rīga                                                       |
| 1938-39 (18ª) | Olimpija Liepāja (7)                                           | ASK Rīga                                                       | RFK Riga                                                       |
| 1939-40 (19ª) | RFK Riga (8)                                                   | Olimpija Liepāja                                               | ASK Rīga                                                       |
| 1940-41 (20ª) | Campionato sospeso per l'invasione sovietica                   | Campionato sospeso per l'invasione sovietica                   | Campionato sospeso per l'invasione sovietica                   |
| 1941 (21ª) | Campionato regionale sovietico sospeso per l'invasione nazista | Campionato regionale sovietico sospeso per l'invasione nazista | Campionato regionale sovietico sospeso per l'invasione nazista |
| 1942 (22ª) | ASK Rīga (2)                                                   | Olimpija Liepāja                                               | RFK Riga                                                       |
| 1943 (23ª) | ASK Rīga (3)                                                   | Olimpija Liepāja                                               | RFK Riga                                                       |
| 1944 (24ª) | Campionato sospeso per l'invasione sovietica                   | Campionato sospeso per l'invasione sovietica                   | Campionato sospeso per l'invasione sovietica                   |
| Fino al 1927, esisteva solo il campionato lituano di calcio. Dal 1945 al 1991, la massima divisione era il campionato della RSS Lituana |                                                                |                                                                |                                                                |

### Epoca sovietica
| Anno | Vincitore           | Secondo posto        | Terzo posto          |
| ---- | ------------------- | -------------------- | -------------------- |
| 1945 | Dinamo Rīga         | Daugava Liepāja      | AVN Riga             |
| 1946 | Daugava Liepāja     | VEF Riga             | AVN Riga             |
| 1947 | Daugava Liepāja     | VEF Riga             | PAK Goncharov        |
| 1948 | PAK Zhmylov         | PAK Goncharov        | PAK Tsibulis         |
| 1949 | Sarkanais Metalurgs | PAK Zhmylov          | PAK Kasatkin         |
| 1950 | AVN Riga            | Sarkanais Metalurgs  | VEF Riga             |
| 1951 | Sarkanais Metalurgs | AVN Riga             | Kuldīga              |
| 1952 | AVN Riga            | Sarkanais Metalurgs  | Spartak Riga         |
| 1953 | Sarkanais Metalurgs | Spartak-Elektro Riga | Dinamo Rīga          |
| 1954 | Sarkanais Metalurgs | VEF Riga             | Darba Rezerves       |
| 1955 | Darba Rezerves      | VEF Riga             | RĖZ Riga             |
| 1956 | Sarkanais Metalurgs | RVR Riga             | RĖZ Riga             |
| 1957 | Sarkanais Metalurgs | Dinamo Riga          | RĖZ Riga             |
| 1958 | Sarkanais Metalurgs | RVR Riga             | Tosmares c. Liepaja  |
| 1959 | RĖZ Riga            | Sarkanais Metalurgs  | ASK Rīga             |
| 1960 | ASK Rīga            | Pilots Riga          | RVR Riga             |
| 1961 | ASK Rīga            | Pilots Riga          | Tosmares c. Liepaja  |
| 1962 | ASK Rīga            | Jurmala              | Pilots Riga          |
| 1963 | ASK Rīga            | KBRR Rīga            | RĖZ Riga             |
| 1964 | ASK Rīga            | ZSK Daugavpils       | KRR Rīga             |
| 1965 | ASK Rīga            | Ventspils            | Pilots Riga          |
| 1966 | ESR Riga            | ASK Rīga             | Pilots Riga          |
| 1967 | ESR Riga            | ASK Rīga             | KRR Rīga             |
| 1968 | Starts              | Elektrons Rīga       | Enerģija Rīga        |
| 1969 | Venta               | Enerģija Rīga        | Elektrons Rīga       |
| 1970 | VEF Riga            | Venta                | Pilots Riga          |
| 1971 | VEF Riga            | Jūrnieks             | Pilots Riga          |
| 1972 | Jūrnieks            | VEF Riga             | Enerģija Rīga        |
| 1973 | VEF Riga            | Starts               | Enerģija Rīga        |
| 1974 | VEF Riga            | Elektrons Rīga       | Enerģija Rīga        |
| 1975 | VEF Riga            | Lielupe              | Ķīmiķis              |
| 1976 | Enerģija Rīga       | Ķīmiķis              | VEF Riga             |
| 1977 | Enerģija Rīga       | Elektrons Rīga       | Ķīmiķis              |
| 1978 | Ķīmiķis             | Elektrons Rīga       | VEF Riga             |
| 1979 | Elektrons Rīga      | Enerģija Rīga        | Ķīmiķis              |
| 1980 | Ķīmiķis             | Progress Riga        | Elektrons Rīga       |
| 1981 | Elektrons Rīga      | Celtnieks Riga       | Ķīmiķis              |
| 1982 | Elektrons Rīga      | VEF Riga             | Celtnieks Rīga       |
| 1983 | VEF Riga            | Celtnieks Riga       | Progress Riga        |
| 1984 | Torpedo Riga        | Celtnieks Riga       | VEF Riga             |
| 1985 | Alfa Rīga           | Ķīmiķis              | Gauja Valmiera       |
| 1986 | Torpedo Riga        | Celtnieks Riga       | VEF Riga             |
| 1987 | Torpedo Riga        | Celtnieks Riga       | Gaismas Tehnika      |
| 1988 | RAF Jelgava         | Torpedo Riga         | Celtnieks Daugavpils |
| 1989 | RAF Jelgava         | Torpedo Riga         | Celtnieks Daugavpils |
| 1990 | Gauja Valmiera      | VEF Riga             | Latgale Rēzekne      |

### Virslīga
| Anno       | Vincitore             | Secondo posto     | Terzo posto       | Capocannoniere                                                                 |
| ---------- | --------------------- | ----------------- | ----------------- | ------------------------------------------------------------------------------ |
| 1991 (25ª) | Skonto (1)            | Pārdaugava        | Olimpija Liepāja  | Vjačeslavs Ževņerovičs (Daugavpils, 27 gol)                                    |
| 1992 (26ª) | Skonto (2)            | Jelgava           | VEF Riga          | Vjačeslavs Ževņerovičs (VEF, 19 gol)                                           |
| 1993 (27ª) | Skonto (3)            | Olimps Rīga       | RAF Jelgava       | Aleksandrs Jeļisejevs (Skonto Rīga, 20 gol)                                    |
| 1994 (28ª) | Skonto (4)            | Jelgava           | DAG Riga          | Vladimirs Babičevs (Skonto Rīga, 14 gol)                                       |
| 1995 (29ª) | Skonto (5)            | Vilan-D           | RAF Jelgava       | Vitālijs Astafjevs (Skonto Rīga, 19 gol)                                       |
| 1996 (30ª) | Skonto (6)            | Daugava           | Dinaburg          | Mihails Miholaps (Daugava, 33 gol)                                             |
| 1997 (31ª) | Skonto (7)            | Daugava           | Dinaburg          | Davit Chaladze (Skonto Rīga, 25 gol)                                           |
| 1998 (32ª) | Skonto (8)            | Metalurgs Liepāja | Ventspils         | Viktors Dobrecovs (Liepājas Metalurgs, 23 gol)                                 |
| 1999 (33ª) | Skonto (9)            | Metalurgs Liepāja | Ventspils         | Viktors Dobrecovs (Liepājas Metalurgs, 22 gol)                                 |
| 2000 (34ª) | Skonto (10)           | Ventspils         | Metalurgs Liepāja | Vladimirs Koļesņičenko (Skonto Rīga, 17 gol)                                   |
| 2001 (35ª) | Skonto (11)           | Ventspils         | Metalurgs Liepāja | Mihails Miholaps (Skonto Rīga, 23 gol)                                         |
| 2002 (36ª) | Skonto (12)           | Ventspils         | Metalurgs Liepāja | Mihails Miholaps (Skonto Rīga, 23 gol)                                         |
| 2003 (37ª) | Skonto (13)           | Metalurgs Liepāja | Ventspils         | Viktors Dobrecovs (Liepājas Metalurgs, 36 gol)                                 |
| 2004 (38ª) | Skonto (14)           | Metalurgs Liepāja | Ventspils         | Aleksandrs Katasonovs (Liepājas Metalurgs, 21 gol)                             |
| 2005 (39ª) | Metalurgs Liepāja (1) | Skonto            | Ventspils         | Igors Sļesarčuks (Venta/Ventspils, 18 gol)                                     |
| 2006 (40ª) | Ventspils (1)         | Metalurgs Liepāja | Skonto            | Mihails Miholaps (Skonto Rīga, 15 gol)                                         |
| 2007 (41ª) | Ventspils (2)         | Metalurgs Liepāja | Rīga              | Vīts Rimkus (Ventspils, 20 gol)                                                |
| 2008 (42ª) | Ventspils (3)         | Metalurgs Liepāja | Skonto            | Vīts Rimkus (Ventspils, 14 gol)                                                |
| 2009 (43ª) | Metalurgs Liepāja (2) | Ventspils         | Skonto            | Kristaps Grebis (Metalurgs Liepaja, 30 gol)                                    |
| 2010 (44ª) | Skonto (15)           | Ventspils         | Metalurgs Liepāja | Deniss Rakeļs (Liepājas Metalurgs, 18 gol) Nathan Júnior (Skonto Rīga, 18 gol) |
| 2011 (45ª) | Ventspils (4)         | Metalurgs Liepāja | Daugava           | Nathan Júnior (Skonto Rīga, 22 gol)                                            |
| 2012 (46ª) | Daugava (1)           | Skonto            | Ventspils         | Mamuka Ghonghadze (Daugava, 18 gol)                                            |
| 2013 (47ª) | Ventspils (5)         | Skonto            | Daugava           | Artūrs Karašausks (Skonto Rīga, 16 gol) Andrejs Kovaļovs (Daugava, 16 gol)     |
| 2014 (48ª) | Ventspils (6)         | Skonto            | Jelgava           | Vladislavs Gutkovskis (Skonto Rīga, 28 gol)                                    |
| 2015 (49ª) | Liepāja (1)           | Skonto            | Ventspils         | Dāvis Ikaunieks (Liepāja, 15 gol)                                              |
| 2016 (50ª) | Spartaks Jūrmala (1)  | Jelgava           | Ventspils         | Ģirts Karlsons (Ventspils, 17 gol)                                             |
| 2017 (51ª) | Spartaks Jūrmala (2)  | Liepāja           | Riga FC           | Evgenij Kozlov (Spartaks Jūrmala, 13 gol)                                      |
| 2018 (52ª) | Riga FC (1)           | Ventspils         | RFS Riga          | Darko Lemajić (Riga FC, 15 gol)                                                |
| 2019 (53ª) | Riga FC (2)           | RFS Riga          | Ventspils         | Darko Lemajić (Riga FC, 15 gol)                                                |

## Vittorie per squadra (Virslīga)
| Club              | Campione | 2° | Stagione                                                                                 |
| ----------------- | -------- | -- | ---------------------------------------------------------------------------------------- |
| Skonto            | 15       | 5  | 1991, 1992, 1993, 1994, 1995, 1996, 1997, 1998, 1999, 2000, 2001, 2002, 2003, 2004, 2010 |
| Ventspils         | 6        | 5  | 2006, 2007, 2008, 2011, 2013, 2014                                                       |
| Riga FC           | 3        | -  | 2018, 2019, 2020                                                                         |
| Metalurgs Liepāja | 2        | 9  | 2005, 2009                                                                               |
| Spartaks Jūrmala  | 2        | -  | 2016, 2017                                                                               |
| Daugava           | 1        | 2  | 2012                                                                                     |
| Liepāja           | 1        | 1  | 2015                                                                                     |
| Jelgava           | -        | 3  | -----                                                                                    |
| RFS Riga          | -        | 1  | -----                                                                                    |
| Olimps Rīga       | -        | 1  | -----                                                                                    |
| Dinaburg          | -        | 1  | -----                                                                                    |

Le squadre in grigio non esistono più.